# Amtsgericht Bad Salzungen

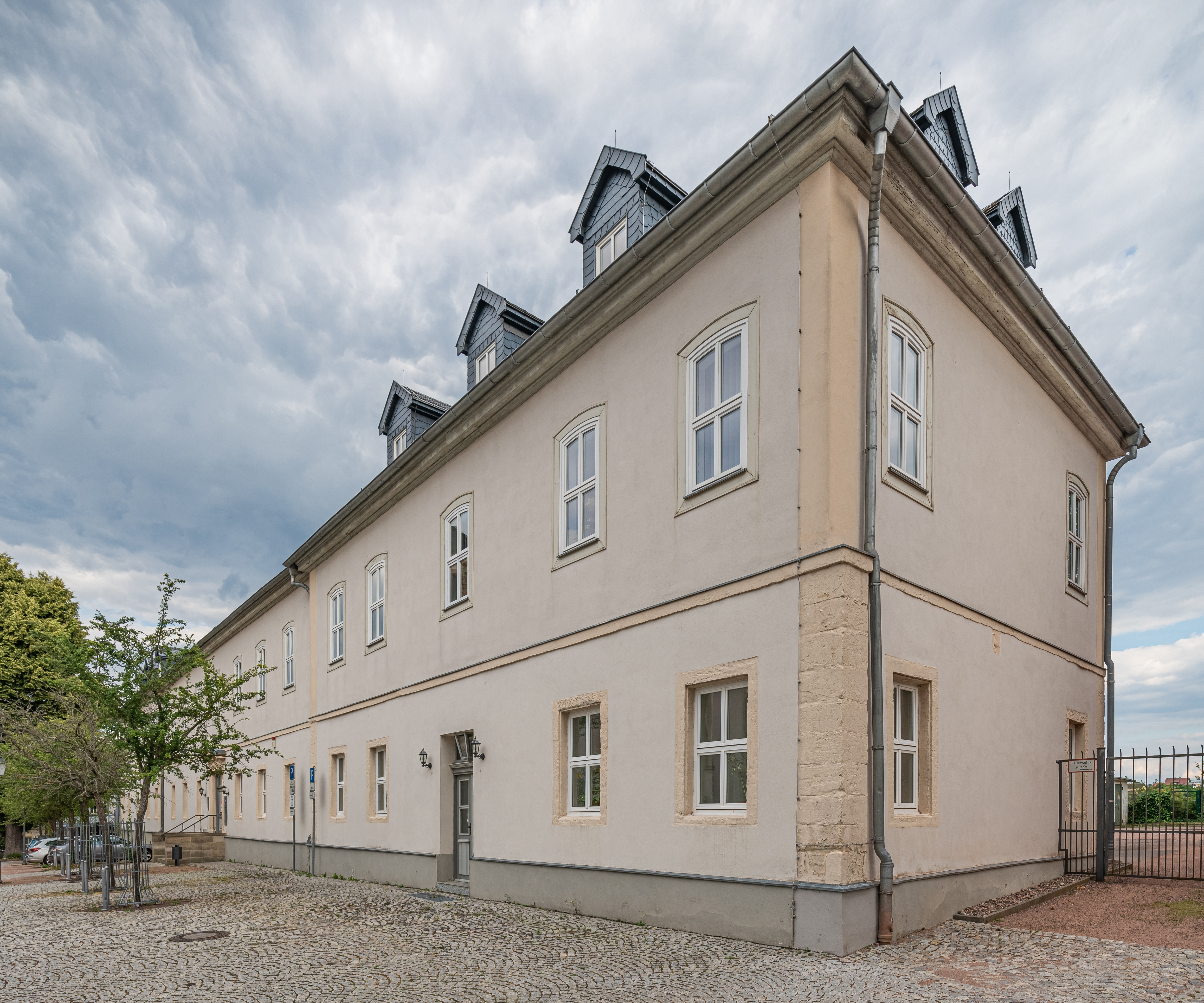
Gerichtsgebäude (2020)

Das Amtsgericht Bad Salzungen (bis 1923: Amtsgericht Salzungen) ist ein Gericht der ordentlichen Gerichtsbarkeit und eines von sechs Amtsgerichten (AG) im Bezirk des Landgerichtes Meiningen.

## Gerichtssitz und -bezirk
Sitz des Gerichtes ist Bad Salzungen, die Kreisstadt des Wartburgkreises in Thüringen. Der 643 km² große Gerichtsbezirk erstreckt sich auf die dem Wartburgkreis angehörigen Gemeinden Bad Liebenstein, Bad Salzungen, Barchfeld-Immelborn, Buttlar, Dermbach, Empfertshausen, Geisa, Gerstengrund, Krayenberggemeinde, Leimbach, Oechsen, Schleid, Unterbreizbach, Vacha, Weilar und Wiesenthal. In ihm leben rund 72.600 Menschen. 
Insolvenzverfahren bearbeitet das Amtsgericht Meiningen. Für die Führung des Handels-, Genossenschafts- und Partnerschaftsregisters ist das Amtsgericht Jena zuständig. Zentrales Mahngericht ist das Amtsgericht Aschersleben.

## Gebäude
Das Gericht ist im Gebäude Kirchplatz 6–8 untergebracht.

## Übergeordnete Gerichte
Dem AG Bad Salzungen ist das Landgericht Meiningen übergeordnet. Zuständiges Oberlandesgericht ist das Thüringer Oberlandesgericht in Jena.

## Geschichte
Nach der Märzrevolution wurden im Herzogtum Sachsen-Meiningen die Patrimonialgerichte abgeschafft und die Gerichte zum 1. Dezember 1850 als Kreisgerichte zusammengefasst. Bei den Kreisgerichten wurden Gerichtsdeputationen an den bisherigen Gerichtsstandorten eingerichtet. In Salzungen entstand so das Kreisgericht Salzungen.
Nach der Einführung der Reichsjustizgesetze 1879 entstand die Gerichtsstruktur, die bis zum Ende des Staates Bestand haben sollte. In Sachsen-Meiningen wurde dies mit dem Gesetz vom 16. Dezember 1878, betreffend Ausführungsbestimmungen zum deutschen Gerichtsverfassungsgesetz und der Verordnung vom 28. April 1879, betreffend die Sitze und Bezirke der künftigen Amtsgerichte umgesetzt. In Salzungen entstand das Amtsgericht Salzungen. Zuständiges Landgericht war das gemeinsame Landgericht Meiningen.
Nachdem im Jahr 1920 die thüringischen Staaten im Land Thüringen aufgegangen waren, wurde der Gerichtssprengel mit dem Thüringer Gerichtsstandortgesetz angepasst. Das Amtsgericht Salzungen umfasste nun Allendorf, Kloster Allendorf, Alten- und Frauenbreitungen, Altenstein (Schloss, Gemarkung), Bairoda, Craimar (Dom.-Gut, Gemarkung), Ettmarshausen, Glücksbrunner Werke (Gemarkung), Gräfen-Nitzendorf, Grumbach (Gut, Gemarkung), Gumpelstadt, Helmers, Hermannsroda, Hohleborn, Immelborn, Kaltenborn, Knollbach, Langenfeld, Leimbach, Bad Liebenstein, Liebenstein (Dom.-Gut, Gemarkung), Marienthal (Dom.-Gut, Gemarkung), Meimers, Möhra, Neuendorf, Oberrohn (Röhrings- und Hüttenhof, Gemarkung Oberrohn), Profisch (Gut, Gemarkung), Salzungen, Schweina, Sorga (Dom.-Gut, Gemarkung), Steinbach, Übelroda, Unterrohn, Waldfisch, Wernshausen, Wildprechtroda, Witzelroda, sowie verschiedene gemeindefreie Gebiete.
1923 erfolgte die Umbenennung von Salzungen in Bad Salzungen, entsprechend änderte sich der Name des Gerichts in Amtsgericht Bad Salzungen.
In der DDR wurden 1952 die Amtsgerichte abgeschafft und durch Kreis- und Bezirksgerichte ersetzt. Bad Salzungen kam zum Kreis Bad Salzungen, entsprechend wurde das zuständige Kreisgericht Bad Salzungen errichtet und dem Bezirksgericht Suhl nachgeordnet.
Nach der Wende wurde 1993 mit dem Thüringer Gerichtsstandortgesetz das Amtsgericht Bad Salzungen neu errichtet.